# Theodor Möstel

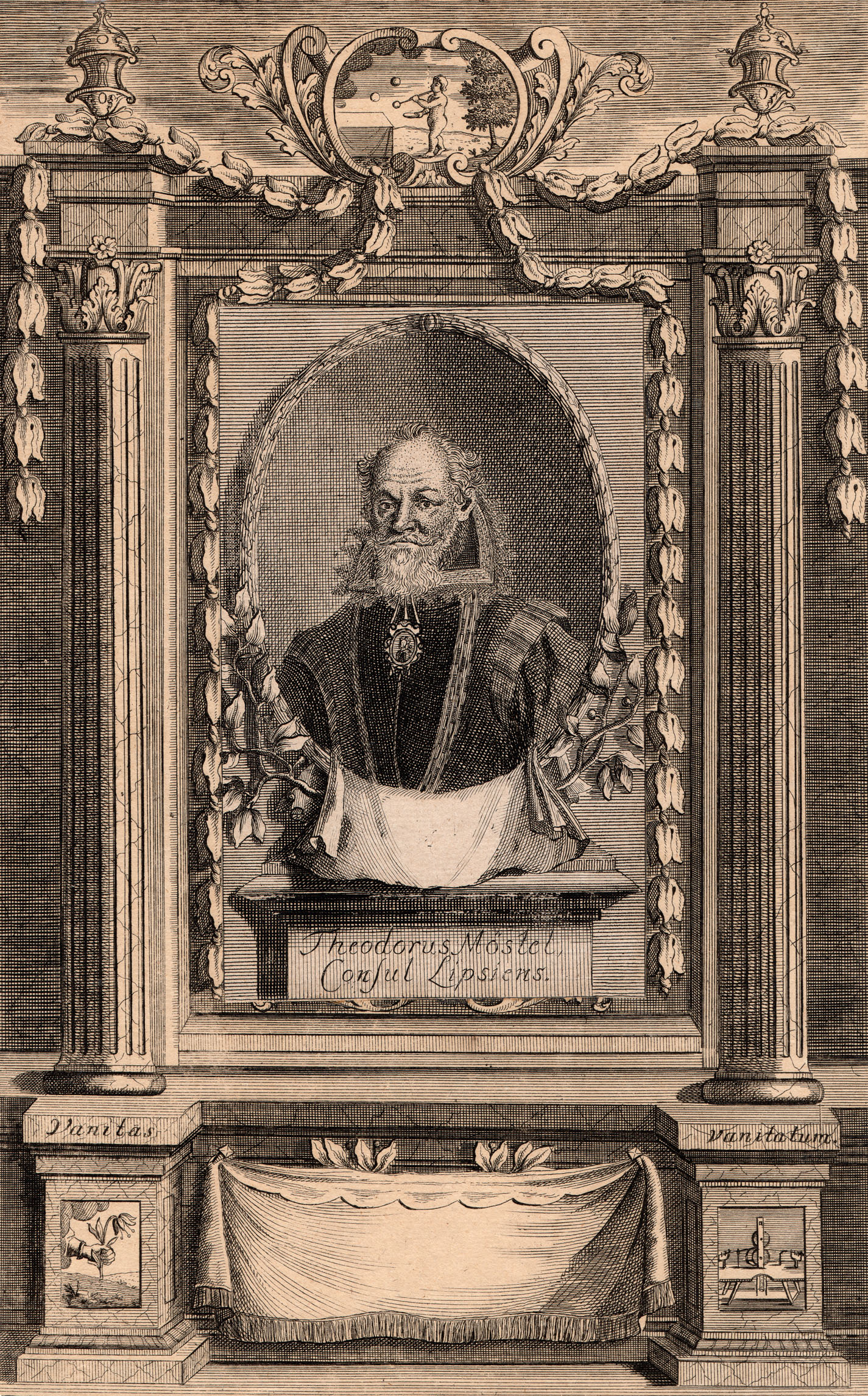
Theodor Möstel

Theodor Möstel (* 2. Januar 1564 in Dresden; † 19. Mai 1626 oder 22. März 1628 in Leipzig) war ein kursächsischer Jurist und zwischen 1604 und 1625 insgesamt achtmal Bürgermeister der Stadt Leipzig.

## Werdegang
Theodor Möstel wurde als Sohn des Theodor (der Ältere) Möstel (* 1528 in Plauen; † 11. Juli 1586 in Leipzig) geboren. Der Vater studierte in Wittenberg, machte seinen Magister und wurde auf Empfehlung Melanchthons 1558 Rektor der Kreuzschule in Dresden, 1566–1568 Stadtschreiber und 1567–1568 Ratsherr in Dresden und ab 1568 Pronotar in Leipzig.  
Theodor (der Jüngere) studierte und promovierte zum Dr. iur. 1598 wurde er Ratsmitglied der Stadt Leipzig. In den Jahren 1604, 1607, 1610, 1613, 1616, 1619, 1622 und 1625 war er hier Bürgermeister. Außerdem wirkte Möstel als Kurfürstlicher Appellationsrat. 
Möstel kaufte 1612 die Pötzschker Mark und besaß das Dorf Großmiltitz. Zudem kaufte er im Jahr 1622 für 2.000 Gulden das Rittergut Schönau von der Stadt Leipzig. Dort stiftete er eine Schule sowie 1624 das Abendmahlsbild für die Kirche, auf dem er und andere Leipziger Ratsherren sowie Mitglieder seiner Familie als Apostel dargestellt sind. Er war außerdem 1623–1624 Besitzer der Elephanten-Apotheke in Freiberg.
Die heutige Garskestraße in Schönau trug bis 1950 seinen Namen, Möstelstraße.
Er wurde an der Leipziger Universitätskirche begraben.